# Menno (Dakota del Sud)
Menno és una població dels Estats Units a l'estat de Dakota del Sud. Segons el cens del 2000 tenia 729 habitants.

## Demografia
Segons el cens del 2000, Menno tenia 729 habitants, 317 habitatges, i 199 famílies. La densitat de població era de 551,9 habitants per km².
Per edats la població es repartia de la següent manera: un 20,3% tenia menys de 18 anys, un 4% entre 18 i 24, un 18,1% entre 25 i 44, un 17,8% de 45 a 60 i un 39,8% 65 anys o més.
L'edat mediana era de 52 anys. Per cada 100 dones de 18 o més anys hi havia 81 homes.
La renda mediana per habitatge era de 26.750 $ i la renda mediana per família de 38.125 $. Els homes tenien una renda mediana de 23.194 $ mentre que les dones 18.750 $. La renda per capita de la població era de 14.668 $. Entorn del 7,7% de les famílies i el 9% de la població estaven per davall del llindar de pobresa.